# Erhvervsakademiet Lillebælt
Erhvervsakademiet Lillebælt (EAL) var et af de ni danske erhvervsakademier. EAL blev etableret tilbage i 2009 og er Region Syddanmarks største erhvervsakademi. EAL udbyder 32 videregående uddannelser på erhvervsakademi- og professionsbachelorniveau, rettet mod beskæftigelse i erhvervslivet. EAL har uddannelsesadresser i Vejle og i Odense, hvor der udbydes fuldtidsuddannelser i tæt samspil med virksomheder.

## Uddannelser
På EAL udbydes et bredt udvalg af uddannelser inden for fagområderne:
- Finans og økonomi
- Multimedie og IT
- Salg, marketing og forretningsudvikling
- Laboratorie, jordbrug og proces
- Events, oplevelser og turisme
- Byggeri og energi
- Produktion, teknologi og logistik

Erhvervsakademiet Lillebælt udbyder ligeledes efter- og videreuddannelse på akademi- og diplomniveau.  

## UCL Erhvervsakademi og Professionshøjskole
I august 2018 fusionerede Erhvervsakademiet Lillebælt med University College Lillebælt, hvilket resulterede i den nye organisation ved navn UCL Erhvervsakademi og Professionshøjskole. UCL Erhvervsakademi og Professionshøjskole har afdelinger fordelt i Jelling, Vejle, Odense og Svendborg. Uddannelsesinstitutionen tilbyder udover uddannelser på erhvervsakademi- og professionsbachelorniveau ligeledes efteruddannelser på akademi- og diplomniveau. Den nye organisation har omkring 11.000 fuldtidsstuderende og 1.000 medarbejdere fordelt rundt på de forskellige campusser.